# باشگاه فوتبال دینامو درسدن
باشگاه فوتبال دینامو درسدن (به آلمانی: Dynamo Dresden) یک باشگاه فوتبال در شهر درسدن در کشور آلمان است.
این باشگاه در ۱۹۵۰ تأسیس شده‌است. این تیم بین سالهای ۱۹۷۰ تا ۱۹۹۰ جزو تیمهای صدرنشین لیگ اول آلمان بوده و قهرمانی‌های متعددی را بدست آورده‌است.

## افتخارات
بوندسلیگا ۳
قهرمانی (۲) ۲۰۱۵٬۲۰۱۶ /۲۰۲۰٬۲۰۲۱